# 安杜斯河
安杜斯河（俄语：Андус），是俄羅斯或烏克蘭的河流，位於克里米亞東南部，河道全長10公里，流域面積52平方公里，最終在里巴切注入黑海，支流有阿拉丘克河。